# 西城街道 (巴中市)
西城街道，是中华人民共和国四川省巴中市巴州区下辖的一个乡镇级行政单位。2011年，将回风街道办事处的佛阳、南坝2个社区和西龛村，巴州镇的柏杨庙、擂鼓、大连3个村所属行政区域划归西城街道办事处管辖。 

## 行政区划
西城街道下辖以下地区：
草坝社区、南龛社区、白马井社区、红福社区、佛阳社区、南坝社区、西龛村和大连村。